# Дусетский район
Дусетский район (лит. Dusetų rajonas) — административно-территориальная единица в составе Литовской ССР, существовавшая в 1950—1959 годах. Центр — город Дусетос.
Дусетский район был образован в составе Вильнюсской области Литовской ССР 20 июня 1950 года. В его состав вошли 16 сельсоветов Зарасайского уезда, 6 сельсоветов Рокишкского уезда и 12 сельсоветов Утянского уезда. Одновременно центр района Дусетос получил статус города.
28 мая 1953 года в связи с ликвидацией Вильнюсской области Дусетский район перешёл в прямое подчинение Литовской ССР.
7 декабря 1959 года Дусетский район был упразднён, а его территория разделена между Зарасайским (город Дусетос, пгт Анталепте и 6 сельсоветов), Рокишкским (2 сельсовета) и Утенским (5 сельсоветов) районами.